# 静岡県道323号舘山寺弁天島線
静岡県道323号舘山寺弁天島線（しずおかけんどう323ごう かんざんじべんてんじません）は、静岡県浜松市を通る一般県道である。
村櫛以南の浜名湖大橋（村櫛 - 雄踏 - 弁天島間）の区間は、かつて有料道路であったが、現在は無料で通行することができる。なお、中之島には雄踏方面へ伸びる橋（雄踏大橋）があり、村櫛 - 弁天島間の路線とT字に交差しているが、こちらも県道323号の一部である。

## 概要

### 路線データ
- 陸上距離：17.8km
- 起点：浜松市中央区舘山寺町（内浦交差点・静岡県道320号引佐舘山寺線交点）
- 終点：浜松市中央区舞阪町弁天島（新弁天交差点・国道301号交点）

## 地理
村櫛 - 弁天島の区間では、浜名湖上の島々を橋で接続した形となっている。

### 通過する自治体
- 静岡県
  - 浜松市（中央区）

### 接続路線
起点から順に
- 静岡県道320号引佐舘山寺線（内浦交差点）
- 静岡県道48号舘山寺鹿谷線
- 静岡県道319号村櫛三方原線
- 村櫛舘山寺道路
- 静岡県道49号細江舞阪線（中之島交差点より雄踏方向）
- 国道301号（新弁天交差点）